# Metilprednisolon
Metilprednisolon je sintetički glukokortikoid ili kortikosteroidni lek koji se koristi za supresiju imunskog sistema i umanjenje inflamacije. Oboljenja ya koja se koristi obuhvataju bolesti kože, reumatične poremećaje, alergije, astma, krup, COPD, pojedine kancere, multiplu sklerozu, i kao dodatna terapija za tuberkulozu. Ovaj lek se unosi putem usta ili injekcijom u venu, ili mišić.. On je u prodaji u SAD i Kanadi pod imenima Medrol i Solu-Medrol. On je dostupan kao generički lek.
Ova lek je varijanta prednizolona, metilisanog na ugljeniku 6 u B prstenu.
Metilprednisolon je na spisaku esencijalnih lekova Svetske zdravstvene organizacije, najvažnijih lekova koji su neophodni u osnovnom zdravstvenom sistemu.
Ozbiljne nuspojave mogu da obuhvate probleme mentalnog zdravlja i povišeni rizik od infekcije. Česte nuspojave dugotrajne upotrebe obuhvataju osteoporozu, katarakte, slabost, laku pojavu modrica, i gljivične infekcije. Kratkotrajna upotreba tokom vremena oko porođaja je bezbedna za bebu; međutim, dugotrajna upotreba tokom trudnoće može da nanese štetu.

## Osobine
Metilprednisolon je organsko jedinjenje, koje sadrži 22 atoma ugljenika i ima molekulsku masu od 374,471 .
| Osobina                  | Vrednost |
| ------------------------ | -------- |
| Broj akceptora vodonika  | 5        |
| Broj donora vodonika     | 3        |
| Broj rotacionih veza     | 2        |
| Particioni koeficijent ( | 1,5      |
| Rastvorljivost (logS, log(mol/L))       | -3,6     |
| Polarna površina (PSA, Å2)  | 94,8     |

## Literatura
- Hardman JG, Limbird LE, Gilman AG (2001). Goodman & Gilman's The Pharmacological Basis of Therapeutics (10. изд.). New York: McGraw-Hill. ISBN 0071354697. doi:10.1036/0071422803.
- Thomas L. Lemke; David A. Williams, ур. (2007). Foye's Principles of Medicinal Chemistry (6. изд.). Baltimore: Lippincott Willams & Wilkins. ISBN 0781768799.

## Spoljašnje veze
|  | Molimo Vas, obratite pažnju na važno upozorenje u vezi sa temama iz oblasti medicine (zdravlja). |